# 月嶋ルナ
月嶋 ルナ（つきしま ルナ、1995年8月24日 - ）は、日本の元ジュニアアイドル。
神奈川県出身。チャームキッズに所属していた。

## 人物
趣味は交換ノート、特技はブリッジ。また、小学校1年生の時から新体操をやっているため、体が非常に柔らかい。

## 作品

### DVD
- 加山しょうこ・月嶋ルナ／スク水コレクション3（2006年6月30日） 他出演：加山しょうこ
- 美少女学園 Vol.11 初等部 月嶋ルナ（2006年8月、アイマックス）
- TREASURE BOX vol.6（2007年3月、アウトビジョン）
- たっぷり月嶋ルナ（2008年1月）

## 出演

### VP
- 本田技研工業株式会社バモス

### 映画
- 2LDK（2003年）

## 書籍

### 写真集
- Love pop（2007年4月、オークラ出版、撮影：矢尾暢康） ISBN 978-4-7755-0933-3

### デジタル写真集
- 美少女レッスン〜少女たちの季節〜Vol.120ファーストレッスン月嶋ルナ（ミラクルコム、2006）
- 美少女レッスン〜少女たちの季節〜Vol.135セカンドレッスン月嶋ルナ（ミラクルコム、2006）
- 清純いもうと倶楽部 月嶋ルナ 10歳 スク水コレクションvol.1（いもうと倶楽部、2006）
- 清純いもうと倶楽部 月嶋ルナ 10歳 スク水コレクションvol.2（いもうと倶楽部、2006）
- 清純いもうと倶楽部 月嶋ルナ 10歳 スク水コレクションvol.3（いもうと倶楽部、2006）
- 清純いもうと倶楽部 月嶋ルナ 10歳 スク水コレクションvol.4（いもうと倶楽部、2006）
- 清純いもうと倶楽部 月嶋ルナ 10歳 スク水コレクションvol.5（いもうと倶楽部、2007）
- 清純いもうと倶楽部 月嶋ルナ 10歳 スク水コレクションvol.6（いもうと倶楽部、2007）

### 雑誌
- 中1チャレンジ（ベネッセコーポレーション）